# Gran duque de Bosnia
Gran duque de Bosnia (en serbocroata: veliki vojvoda rusaga bosanskog, en latín: Bosne supremus voivoda/Sicut supremus voivoda regni Bosniae), fue un título de cortesano en el Reino de Bosnia, otorgado por el monarca a los comandantes militares de alto rango, generalmente reservados para los más influyentes y más capaces entre la alta nobleza bosnia. Interpretarlo como un puesto de oficina en lugar de un rango de la corte podría ser más exacto, aunque no era hereditario, servía para ambos propósitos y lo conservaba de por vida un noble que lo obtenía.

## Historia
A diferencia del uso en Europa occidental o Europa central, así como en varias tierras eslavas desde el centro hasta el noreste de Europa, donde la analogía entre el gran duque y el gran príncipe era significativa, con ambos títulos correspondientes al soberano inferior al rey pero superior al duque, en Bosnia el título de gran duque correspondía más al título militar bizantino de megaduque.
En general, la palabra eslava knez a menudo se refiere a gobernante, a veces análoga a rey, por lo que veliki knez se parecía más a un gran rey que a un gran duque. En ese sentido, aunque al igual que en el resto de los estados vecinos eslavos meridionales y entre su nobleza, en Bosnia también existía el título knez o veliki knez, nominalmente análogo a príncipe y gran príncipe, de hecho se clasificó como propietario feudal medio a mayor, con la correspondiente influencia en el stanak bosnio (también Gran Rusag bosnio (en bosnio: veliki bosanski rusag), Toda Bosnia (en bosnio: sva Bosna)), que era el instituto de asamblea de toda la nobleza bosnia, independientemente de su rango y estatus.
Sin embargo, en los países vecinos el título de duque, en eslavo "vojvoda", también tenía significado militar, pero en ese sentido "gran duque" era específicamente, incluso exclusivamente un título bosnio.
En consecuencia, el gobernante bosnio, ya sea rey o reina, otorgaba explícitamente el título de Gran duque de Bosnia a su comandante militar de más alto rango. Como tal, en realidad se parecía más a un cargo que a un rango judicial, aunque también era un grado en el orden judicial de precedencia, y a menudo lo ocupaba una sola persona en ese momento, rara vez dos.

## Titulares
- Hrana Vuković (?-1380)
- Hrvoje Vukčić Hrvatinić (1380-1416)
- Vlatko Vuković (1380-1392)
- Petar Pavlović (hasta su muerte en marzo de 1420)
- Radoslav Pavlović (desde 1420, registrado por primera vez en 1427)
- Sandalj Hranić (1392-1435)
- Stjepan Vukčić Kosača (1435-1466)
- Vladislav Hercegović (registrado por primera vez entre 1469 y 1482)